# Семир Хаџибулић
Семир Хаџибулић (Нови Пазар, 16. августа 1986) бивши је српски фудбалер.

## Трофеји и награде
Беса Каваја
- Суперкуп Албаније [] : 2010.[7]

КИ Клаксвик
- Куп Фарских Острва [] : 2016.[8]
- Премијер лига Фарских Острва : 2019.[9]